# The Video Collection (album t.A.T.u.)
The Video Collection – kompilacyjny album wideo rosyjskiego duetu t.A.T.u., wydany w 2003 roku w Rosji nakładem Universal Music Russia. Zawiera teledyski do utworów pochodzących z dwóch pierwszych albumów studyjnych duetu.

## Lista utworów
Opracowano na podstawie materiału źródłowego.
| Nr | Tytuł utworu                                 | Długość |
| -- | -------------------------------------------- | ------- |
| 1. | „Ja soszła s uma” (Original Version)         | 3:45    |
| 2. | „Nas nie dogoniat” (Original Version)        | 3:57    |
| 3. | „Prostyje dwiżenija”                         | 4:06    |
| 4. | „Ja soszła s uma” (Remix Video) (DJ Ram Mix) | 4:04    |
| 5. | „All the Things She Said”                    | 3:45    |
| 6. | „30 minut” (Original Version)                | 3:40    |
| 7. | „Not Gonna Get Us”                           | 3:56    |
|    |                                              | 27:13   |

## Wydania
| Tytuł                | Format                      | Wytwórnia                       | Numer katalogowy | Kraj  | Rok  | Źródło |
| -------------------- | --------------------------- | ------------------------------- | ---------------- | ----- | ---- | ------ |
| Коллекция Видеохитов | DVD, Comp, Unofficial, NTSC | Universal, wydanie nieoficjalne | brak             | Rosja | 2003 | [ 4 ]  |
| The Video Collection | DVD-V, Comp                 | Universal Music Russia          | brak             | Rosja | 2003 | [ 4 ]  |